# Acktjärnen (Alfta socken, Hälsingland)
Acktjärnen är en sjö i Ovanåkers kommun i Hälsingland och ingår i Ljusnans huvudavrinningsområde.